# Holoaden
A Holoaden a kétéltűek (Amphibia) osztályába, a békák (Anura) rendjébe és a Craugastoridae családba, azon belül a Holoadeninae alcsaládba tartozó nem.

## Előfordulása
A nembe tartozó fajok Brazília délkeleti részén honosak.

## Taxonómiai helyzete
A Holoaden nemet 2008-ban hozták létre a Holoadeninae alcsalád részeként, és az ugyanakkor létrehozott Strabomantidae családba sorolták. Korábban a nyergesbékafélék (Brachycephalidae) családjába tartozott. A későbbi kutatások eredményei alapján azonban mind a Strabomantidae, mind a Holoadeninae taxont a Craugastoridae családba sorolták. Ezt az állapotot nem minden rendszer követi, az AmphibiaWeb a Holoadeninae alcsaládot, és ebből kifolyólag a Holoaden nemet továbbra is a Strabomantidae családba sorolja.

## Rendszerezés
A nembe az alábbi fajok tartoznak:
- Holoaden bradei Lutz, 1958
- Holoaden luederwaldti Miranda-Ribeiro, 1920
- Holoaden pholeter Pombal, Siqueira, Dorigo, Vrcibradic & Rocha, 2008
- Holoaden suarezi Martins & Zaher, 2013